# Torcy-le-Grand (Sekwana Nadmorska)
Torcy-le-Grand – miejscowość i gmina we Francji, w regionie Normandia, w departamencie Sekwana Nadmorska.
Według danych na rok 1990 gminę zamieszkiwało 628 osób, a gęstość zaludnienia wynosiła 72 osoby/km² (wśród 1421 gmin Górnej Normandii Torcy-le-Grand plasuje się na 377. miejscu pod względem liczby ludności, natomiast pod względem powierzchni na miejscu 421.).